# Yirol
Yirol är en ort i Sydsudan, huvudort i länet Yirol West. Den ligger i delstaten Lakes, i den centrala delen av landet, 220 kilometer nordväst om huvudstaden Juba.